# Pleurants des tombeaux des ducs de Bourgogne
Les Pleurants des tombeaux des ducs de Bourgogne sont un ensemble de 82 statuettes d'albâtre sculptées en ronde-bosse, effectuées en Bourgogne au cours du XVe siècle.
Ces pleurants se répartissent en deux groupes de quarante-et-une statuettes, composés chacun de 39 religieux ou laïcs d'une quarantaine de centimètres de haut et d'un couple d'enfants de chœur de plus petite taille, de 25 centimètres environ. Les premiers, ornant le tombeau de Philippe le Hardi, ont été réalisés par Claus Sluter et son neveu Claus de Werve entre 1406 et 1410. Les seconds, à l'imitation des premiers, et destinés au tombeau de Jean sans Peur et de son épouse Marguerite de Bavière, ont été sculptés par Jean de la Huerta entre 1443 et 1445, et achevés par Antoine Le Moiturier entre 1465 et 1470.
Soixante-quinze pleurants originaux sont actuellement conservés au musée des Beaux-Arts de Dijon et quatre autres le sont au Cleveland Museum of Art. Les trois derniers sont actuellement tenus pour perdus.

## La tradition iconographique des pleurants

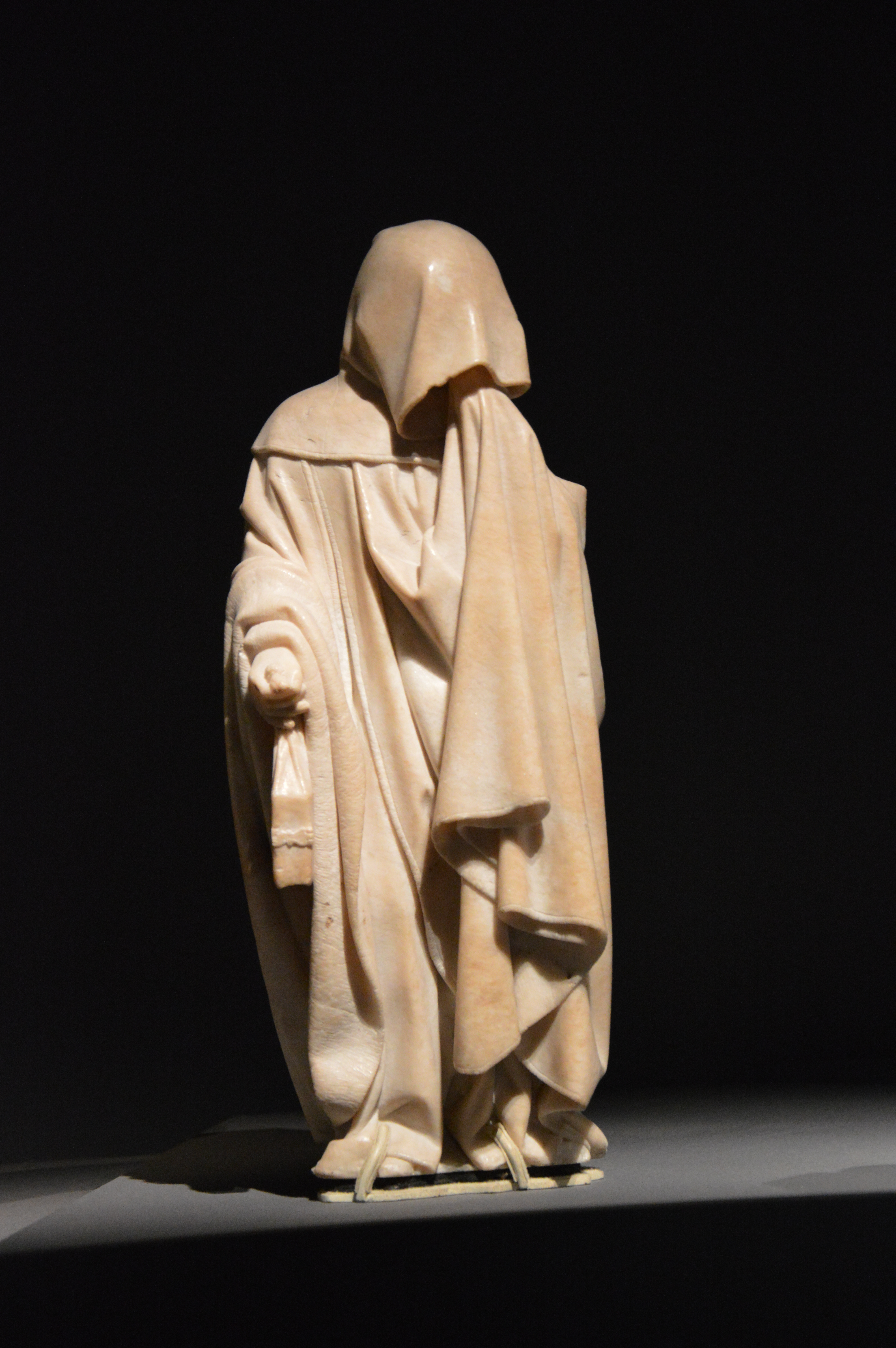
Pleurant du Tombeau de Jean sans Peur, duc de Bourgogne, et de Marguerite de Bavière. No 51

La tradition iconographique des pleurants existe depuis le XIIIe siècle : elle consiste à représenter, sous forme de statuettes indépendantes, des hommes en posture de deuil et de douleur pour les placer à côté du cercueil ou de la plate-forme supportant le corps du défunt, peut-être en souvenir des véritables funérailles.
Mais celle-ci a été profondément renouvelée par Claus Sluter, qui non seulement individualise chaque personnage dans une attitude de douleur qui lui est propre, mais aussi lui imprime sa marque personnelle. Ainsi, certaines statuettes sont entièrement enveloppés de draperies, une caractéristique de Sluter qui a « transformé les drapés de convention du gothique en un mode d'expression hautement personnel. »

## Destination originelle, commande et réalisation

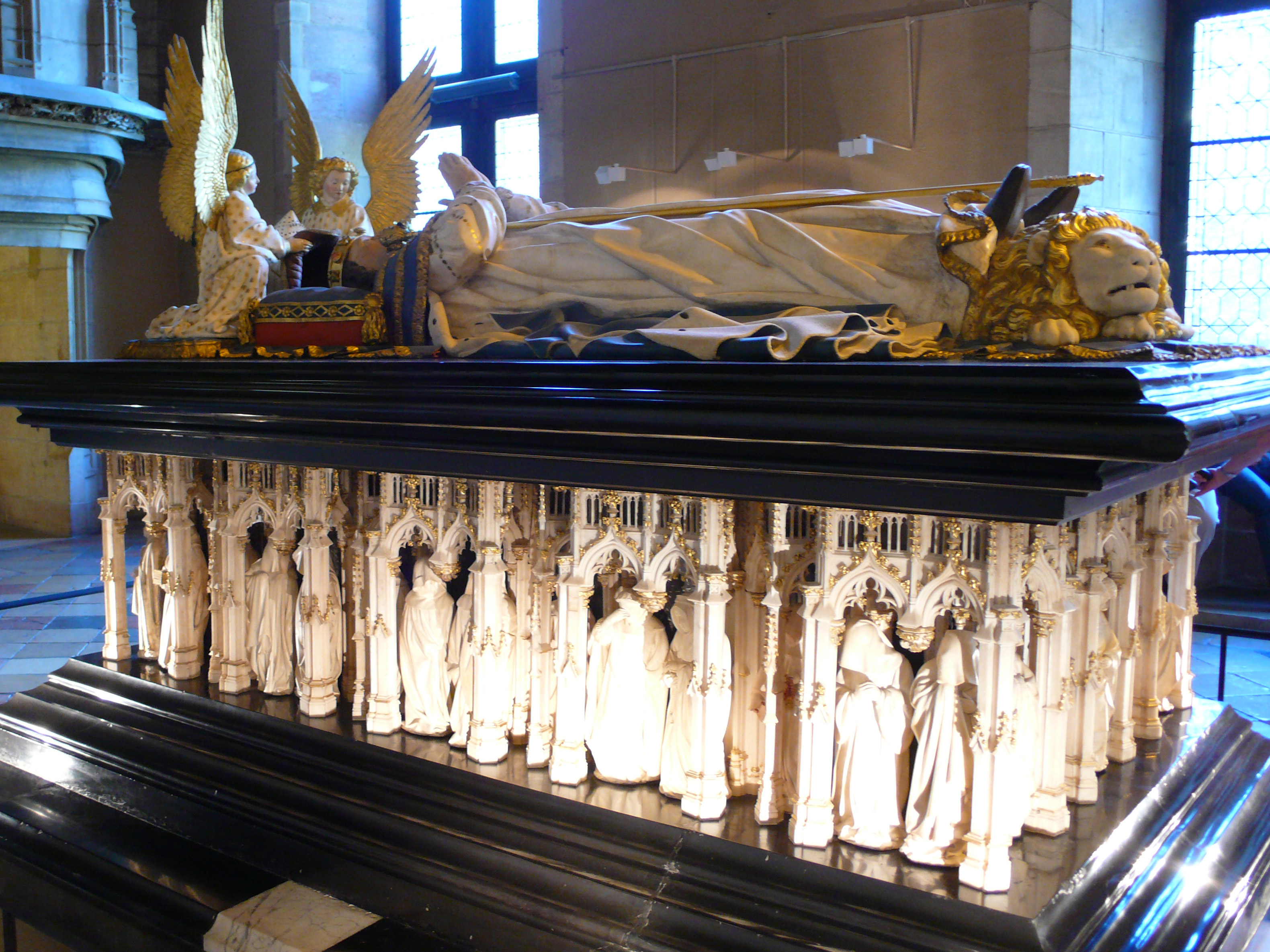
Jean de Marville, Claus Sluter et Claus de Werve, tombeau de Philippe le Hardi, 1381-1410, musée des Beaux-Arts de Dijon.

Les pleurants occupaient les niches situées sous les arcades sculptées tout autour des tombeaux de Philippe le Hardi (1342-1404), le premier duc de Bourgogne, et de son fils et successeur Jean sans Peur (1371-1419) et de son épouse, Marguerite de Bavière (1363-1423). Ces tombeaux étaient originellement situés dans la chartreuse de Champmol à Dijon.

### Les pleurants du tombeau de Philippe le Hardi
Le tombeau de Philippe le Hardi est initié, à la propre demande de celui-ci, dès 1381 par Jean de Marville, qui réalise le plan d'ensemble, et les arcades gothiques destinées à recevoir les quarante-et-un pleurants. Claus Sluter prend la suite en 1389, et exécute plusieurs pleurants. Mais il meurt en 1406, et le projet est achevé quatre ans plus tard par Claus de Werve, son neveu et élève, à qui l'on doit la majorité des statuettes.
Les accessoires de certaines statuettes ont été rehaussés de polychromie et d'or par Jean Malouel, alors peintre officiel de la cour du duc de Bourgogne.

### Les pleurants du tombeau de Jean sans Peur et de sa femme
Le tombeau de Jean sans Peur et de sa femme Marguerite de Bavière est une commande de Philippe le Bon pour la sépulture de ses parents. Il passe celle-ci à Jean de la Huerta, en lui demandant de respecter le modèle du tombeau de Philippe le Hardi.
Jean de la Huerta commence les travaux en 1443 et les interrompt en 1445, alors que l'essentiel des 41 pleurants — dont certains sont la copie de ceux de Claus Sluter et Claus de Werve — est achevé. Le travail sera finalisé par Antoine Le Moiturier entre 1465 et 1470. L'action de ce dernier a cependant dû rester limitée, puisque son contrat, rédigé en 1461, lui demande de « parfaire, polir et achever les plourans ».

## Description
Le journaliste Fernand Auberjonois les décrit ainsi : « Chaque pleurant est un parfait exemple de la statuaire médiévale. Il s'agit de prêtres, moines, membres de la famille ducale, enfants de chœur — tous faisant la démonstration de leur chagrin et leur douleur de la façon la plus éloquente qui soit, certains tournant les yeux vers le ciel, d'autres essuyant leurs larmes sur leurs manches… » Certains personnages ont même le visage entièrement caché.

## Historique: dispersion et réunion des pleurants

### Les pleurants du musée des Beaux-Arts de Dijon
Après leur destruction et le démantèlement des tombeaux des ducs de Bourgogne pendant la Révolution française en 1793, douze pleurants sont portés manquants : dix statuettes et un couple d'enfants de chœur se retrouvent alors chez un antiquaire de Dijon, Bertholomey, qui les vend à des collectionneurs. Un inventaire effectué en 1794 en recense en effet seulement 70 conservés dans l'ancien palais abbatial Saint-Bénigne, qui seront présentés au musée du département de la Côte d'Or, inauguré le 7 août 1799.
En 1819, l'architecte Claude Saint-Père, chargé de la restauration des tombeaux, recherche les pleurants manquant : il en localise quatre, mais ne peut en racheter que deux à M. de Saint-Thomas, qui les avait acquis en 1823 de Louis-Bénigne Baudot. Il fait remplacer les dix manquants en s'adressant au sculpteur Jean-Baptiste-Louis-Joseph Moreau : six d'après les originaux, et quatre représentant les quatre restaurateurs modernes des tombeaux. Les tombeaux, entourés de leurs pleurants, sont alors visibles en 1827 dans leur nouvelle présentation.
L'ordre du cortège, alors assez aléatoire, subit en 1932 une réorganisation menée par Ernest Andrieu qui s'appuie sur des documents du XVIIIe siècle, notamment des dessins de Jean-Philippe Gilquin, redécouverts à la Bibliothèque nationale en 1892, et des gravures accompagnant L'Histoire générale et particulière de la Bourgogne de dom Plancher.

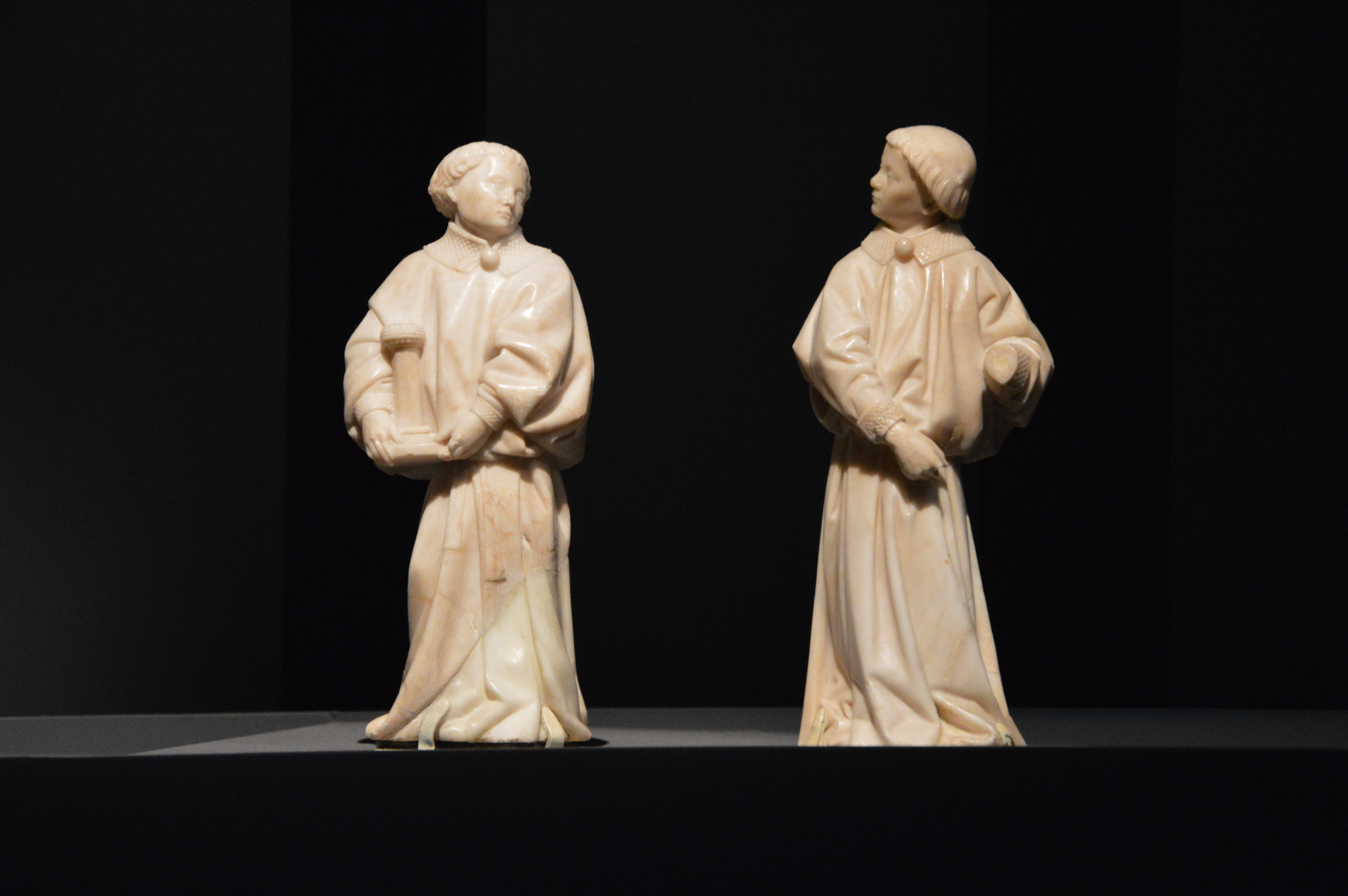
Jean de la Huerta, Enfants de chœur du tombeau de Jean sans Peur, h. 25 cm environ, musée des Beaux-Arts de Dijon.

En 1945, l'Anglais Percy Moore-Turner restitue au musée des Beaux-Arts de Dijon un des deux enfants de chœur du tombeau de Jean sans Peur. Peu de temps après, le musée du Louvre y dépose son pleurant, l'autre enfant de chœur de la paire, et le musée de Cluny rend ses deux statuettes, — dont l'un (no 68), acquis en 1861, avait été la possession du duc d'Hamilton.
À cette occasion, et d'après de nouveaux dessins du XVIIIe siècle, l'ordre du cortège est retouché, pour prendre la forme sous laquelle il est encore actuellement présenté dans la grande salle de l'ancien palais des ducs du musée des Beaux-Arts de Dijon.
Un jugement du Conseil d'État rendu en 2018 à propos d'un des pleurants ayant orné le tombeau de Jean sans Peur, détenu par une famille depuis 1813, stipule que la statue, incorporée comme tous les biens ecclésiastiques, au domaine national au moment de la Révolution française n’a « jamais cessé d’appartenir à l’État ». Le principe d'inaliénabilité du domaine public avait été mis à mal par l’aliénation du Domaine de 1790. Le Conseil d’État a déterminé que la statuette n'a pas fait l'objet de la « prescription acquisitive » créée par l’article 8 du décret de l’Assemblée constituante des 22 novembre et 1er décembre 1790. Ce litige pose la question de la propriété d’œuvres d’église ou de château disparues, passées entre les mains de particuliers après la Révolution française, tous les biens ecclésiastiques ayant été intégrés au domaine national.

### Les sept autres pleurants
Quatre pleurants sont désormais au Cleveland Museum of Art. Réapparus en 1876 chez un marchand de Nancy, ils sont signalés par le conservateur du musée des Beaux-Arts de Dijon, Émile Gleize, qui demande leur achat, en vain. Ils sont finalement acquis par le millionnaire et collectionneur américain Clarence Mackay en 1922. Deux entrent au musée de Cleveland en 1940, lors de la succession Mackay ; les deux autres proviennent d'un legs de Leonard C. Hanna effectué en 1958. En 1959, Sherman Lee, directeur du Cleveland Museum, en offre des répliques au musée des Beaux-Arts de Dijon.
Trois figures ne sont pas localisées : les deux enfants de chœur du tombeau de Philippe le Hardi manquant dans l'inventaire effectué en 1794, et un aspergeant du tombeau de Jean sans Peur.

## Fortune de l'œuvre
Stendhal évoque les pleurants en ces termes : 

« Dans ce musée, au milieu de beaucoup de médiocrités, j’ai rencontré soixante-dix petites figures de marbre, hautes tout au plus d’un pied ; ce sont des moines de différents ordres. L’expression de la peur de l’enfer, de la résignation et du mépris pour les choses de la terre y est vraiment admirable. Plusieurs de ces moines ont la tête cachée par leur capuchon rabattu, et les mains dans leurs manches : le nu ne s’aperçoit point, et malgré cela ces figures sont remplies d’une expression grave et vraie. La religion est belle dans ces marbres.
Une telle statue eût bien étonné Périclès. Ces petites figures entouraient les tombeaux des ducs de Bourgogne aux Chartreux de Dijon. Il y a un saint Michel bien curieux par la façon dont il est armé. »

## Exposition
Trente-neuf pleurants du tombeau de Jean sans Peur ont été présentés dans sept musées américains au cours d'une exposition itinérante (« The Mourners Tomb sculptures from the Court of Burgundy ») tenue entre mars 2010 et avril 2012, sous l'égide du French Regional American Museum Exchange : débutée au Metropolitan Museum of Art de New York, celle-ci est passée par musée d'Art de Saint-Louis, le Dallas Museum of Art de Dallas, le Minneapolis Institute of Arts de Minneapolis, le musée d'Art du comté de Los Angeles à Los Angeles, le musée des Beaux-Arts de San Francisco et musée des Beaux-Arts de Virginie. Elle s'est poursuivie en Europe, au musée Memling de Bruges (« Les Pleurants : Tant d'amours et tant de larmes », du 11 mai au 19 août 2012) et au musée de Bode à Berlin (« Die Pleurants vom Grabmal des Herzogs Jean sans Peur in Dijon », du 7 septembre au 2 février 2013) et s'est clôturée au musée de Cluny à Paris (« Larmes d’albâtre, les Pleurants du tombeau de Jean sans Peur, duc de Bourgogne », du 27 février au 3 juin 2013).

#### Sur les tombeaux et pleurants
- Notices de Sophie Jugie, L'Art à la cour de Bourgogne : Le mécénat de Philippe le Hardi et de Jean sans Peur (1364-1419) : catalogue d'exposition Dijon : Musée des Beaux-Arts, 28 mai - 15 septembre 2004, Cleveland : The Cleveland Museum of Art, 24 octobre 2004 - 9 janvier 2005, Réunion des Musées Nationaux, coll. « Arts Moyen-Âge », 2004, 496 p. (ISBN 978-2-7118-4728-0), citées sur le site des collections du musée des Beaux-Arts de Dijon :
  - « pour les pleurants du tombeau de Philippe le Hardi », http://mba-collections.dijon.fr/ (consulté le 29 octobre 2013) ;
  - « pour les pleurants du tombeau de Jean sans Peur », http://mba-collections.dijon.fr/ (consulté le 29 octobre 2013).

- Anne Camuset, Marie-Claude Chambion, Sophie Jugie, Christine Lepeu, Florence Monamy, « « Les tombeaux des ducs de Bourgogne, au cœur de leur palais », livret », Musée des beaux-arts de Dijon, juin 2010 (consulté le 29 octobre 2013).
- Diaporama du musée des beaux-arts de Dijon. [PDF] en ligne.
- (en) [vidéo] vidéo de la Khan Academy, « Claus Sluter and Claus de Werve, Mourners, from the Tomb of Philip the Bold ». Voir en ligne. Page consultée le 29 octobre 2013.
- (en) Les pleurants du Cleveland Museum of Art sur le site officiel du musée :
  - les trois de Claus de Werve. Voir en ligne. Page consultée le 29 octobre 2013 ;
  - celui de Jean de Huerta. Voir en ligne. Page consultée le 29 octobre 2013.

#### Articles à l'occasion de l'exposition du FRAME
- Gilles Kraemer, recension de l'exposition « Larmes d’albâtre : Les pleurants du tombeau de Jean sans Peur, duc de Bourgogne » au musée de Cluny du 27 février au 3 juin 2013, L'Agora des arts. Lire en ligne. Page consultée le 29 octobre 2013.
- Cristina Marino, « Les pleurants du tombeau de Jean sans Peur au musée de Cluny », Le Monde.fr, 22 mars 2013. Voir le diaporama en ligne.
- Page du FRAME (French Regional American Museum Exchange) consacrée à l'exposition américaine de 2010 à 2012. Lire en ligne. Page consultée le 29 octobre 2013.
- (en) Phyllis Tuchman, « The Glory of Lamentation », Obit, 4 mars 2010. Lire en ligne. Page consultée le 29 octobre 2013.
- (en) Ken Johnson, « At the Met, Portraits of Grief, Written in Stone », The New York Times, 12 mai 2010. Lire en ligne.
- (en) Jamie Stengle (Associated Press), « Medieval 'mourner' sculptures to tour the U.S. », USA Today, 25 décembre 2009. Lire en ligne. Page consultée le 29 octobre 2013.
- (en) Site officiel de l'exposition américaine « The Mourners: Tomb Sculptures from the Court of Burgundy ». Lire en ligne. Page consultée le 7 novembre 2013.